# 나나오성

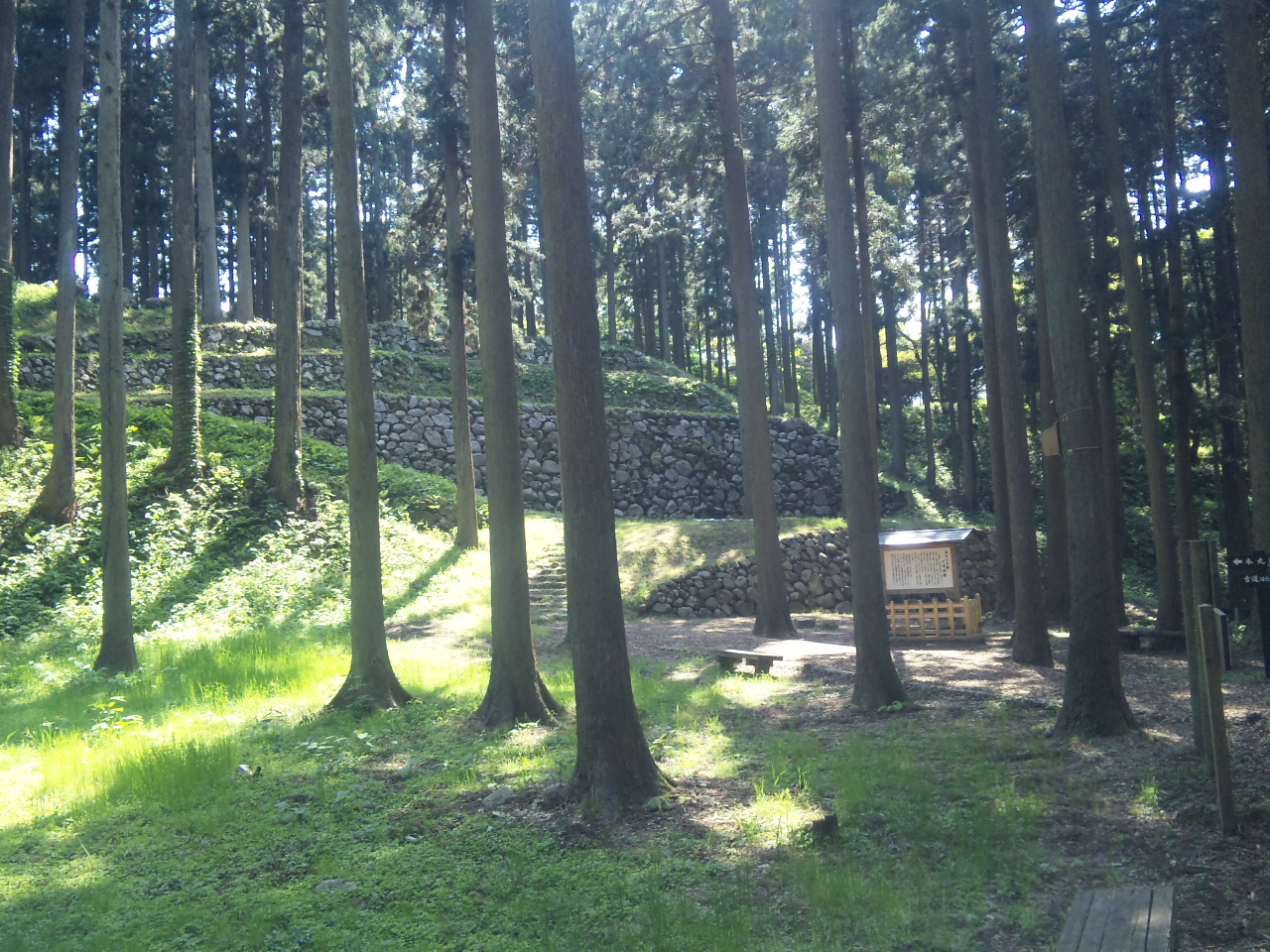
나나오 성터

나나오성(일본어: 七尾城 나나오조[*])은 이시카와현 나나오시 후루조 정에 있었던 산성으로 1934년 국가 사적으로 지정되었다.

## 개요
나나오 성은 나나오 만을 조망할 수 있는 세키도 산 줄기의 북단에 있는 능선위에 조성되었다. 표고는 약 300m정도이다. 그 능선에서 갈라져 나온 산줄기에도 다수의 성채를 조성하였다. "나나오(七尾)"란 지명은 "일곱 개의 능선(七つの尾根)"에서 유래되었다고 한다. 일본어로 오네(尾根)는 능선을 말한다. 이명으로는 마쓰오 성(松尾城) 혹은 스에오 성(末尾城) 이라고 불렸다는 기록도 남아 있다. 이런 연유로 능선을 따라 배치된 성의 형태를 연상할 수 있다. 나나오 성은 연곽식 산성이다.

## 역사
무로마치 시대 ~ 아즈치모모야마 시대
노토 하타케야마 가문의 초대 당주로 노토 국 슈고 하타케야마 미쓰노리가 1428년~1429년 무렵에 이곳에 성을 조성하였다. 당시 나나오 성은 성채 정도의 규모였고, 정무를 볼 수 있는 건물은 그 주변인 부추(府中)에 두었다. 점차 성채가 보강, 확장되었고, 이후 5대 당주 하타케야마 요시무네(재위기간 1500년~1506년)가 슈고로 있을 무렵 정무를 보던 건물들을 나나오 성으로 이축했다고 한다. 8대 하타케야마 요시쓰구(재위기간 1545년~1551년), 9대 하타케야마 요시쓰네(재위기간 1551년~1566년) 무렵에는 전란이 잦았기 때문에 성을 증축하였다. 이 무렵 성의 규모는 역대 최대였다고 한다. 산기슭의 성하 마을을 천문만호(千門万戸)라고 지칭하였고, 약 4km간 계속되었다. 또, 산정상에 우뚝선 나나오 성의 위용을 천궁(天宮)이라고 지칭한 기록이 남아 있다. 일본 5대 산악성의 하나로 칠 만큼 견성이었다.
1577년 노토 국을 침공한 우에스기 겐신이 성을 포위하지만, 1년이 지나도 함락할 수 없었다. 그러나, 하타케야마 가문의 중신들의 반목이 심하였고, 어린 당주 하타케야마 하루오마루는 중신들을 조율할 수 없었다. 그 결과 중신 유사 쓰구미쓰 등이 겐신에 내응하여 항전을 주장하는 조 쓰구쓰라를 비롯 조씨 일가는 살해하고 음력 9월 13일 개성하였다. 이 시기 우에스기 겐신을 읊었다는 한시 《구월십삼야진중작》(九月十三夜陣中作)이 유명하다. 그러나, 실제 이 시를 겐신이 읊지 않았다고 한다.
엣추 국과 노토 국을 연결하는 요소에 있는 나나오 성은 후일 오다 가문의 영지가 되어 그의 가신 마에다 도시이에가 성주로 부임하였다. 하지만, 산성으로써 정무에 부적합하다고 판단하여 나나오 항구에 인접한 고마루 산에 성을 쌓아 고마루 산성을 거처로 삼았다. 잠시 그의 아들 마에다 도시마사가 성주로 부하지만, 1589년 폐성되었다.
현대
2006년 (헤세 18년) 4월 6일 일본 100대 명성에 선정되었다.

## 남아있는 구조물
마에다 도시이에가 노토 국에 부임할 때, 고마루 산성으로 그의 거처를 두었기 때문에 현재 나나오 시가지는 고마루 산 부근에 위치해 있다. 이 때문에 개발과 재해 등에 따른 훼손을 피할 수 있어 잘 보존되어 있다. 낮은 석벽을 5단으로 겹쳐 쌓아 올린 혼마루의 석벽을 중심으로 각 구역의 석벽이 대부분 현존해 있다. 이 때문에 산성으로써 중요한 역사 사적으로 인정되어, 1934년 (쇼와 9년) 국가 사적으로 지정되었다. 2005년 (헤세 17년) 나나오 성의 유구조사에서 건물의 기둥 자리 등을 확인했다.

## 관광
교통
- JR 서일본 나나오역에서 시내 순환 버스 동쪽 순환행 "마린 호"에 탑승 《성산의 마을》(城山の里)에서 하차, 혼마루까지 도보로 약 60분 소요.

주위 문화시설 및 관광명소
- 나나오 성사 자료관(七尾城史資料館) - 성의 유래와 전시품이 전시되어 있다.
- 가이코칸 이이다케(懐古館飯田家) - 옛 주택으로 500여평의 정원과 다회(茶會)로 사용되고 있다.

## 같이 보기
- 일본 5대 산악성
  - 가스가 산성
  - 간논지 성
  - 갓산 도다 성
  - 나나오 성
  - 하치오지 성